# Paraclius stylatus
Paraclius stylatus är en tvåvingeart som beskrevs av Becker 1922. Paraclius stylatus ingår i släktet Paraclius och familjen styltflugor.
Artens utbredningsområde är Peru. Inga underarter finns listade i Catalogue of Life.